# Otakar Španiel

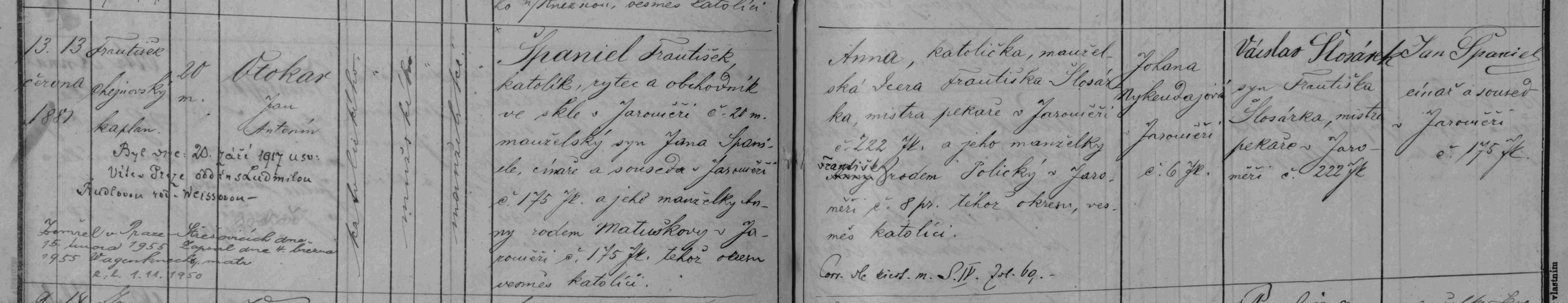
matriční zápis o narození a křtu Otakara Španiela (matrika N 1875–1884 Jaroměř (SOA Zámrsk))

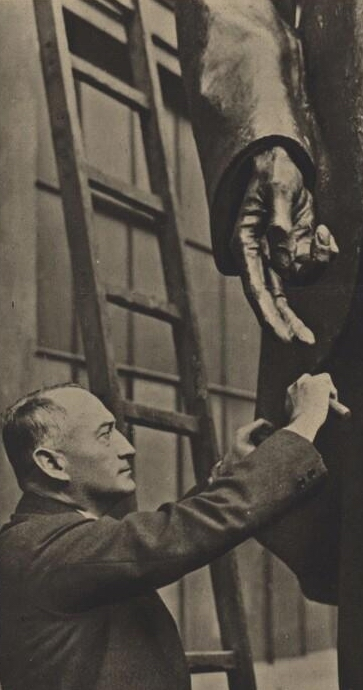
Otakar Španiel při práci na soše T. G. Masaryka, 1928

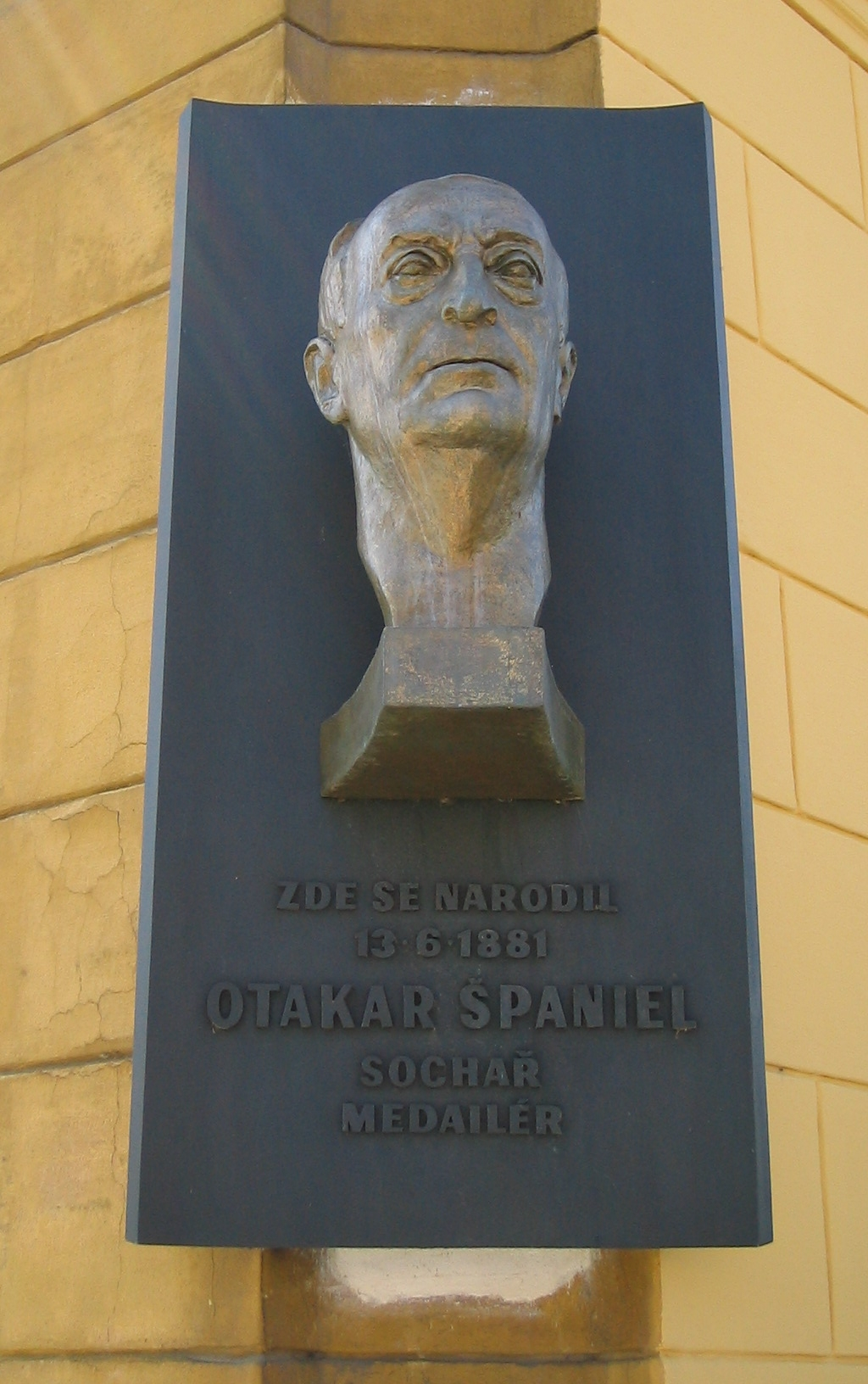
Pamětní deska Otakara Španiela na rodném domě v Jaroměři od Milana Knoblocha

Otakar Španiel (13. června 1881 Jaroměř – 15. února 1955 Praha) byl český sochař, medailér, profesor na UMPRUM a AVU.

## Život
Narodil se v rodině Františka Španiela, jaroměřského rytce a obchodníka se sklem a jeho manželky Anny, rozené Šlosárkové.
Učil se na odborné rytecké škole v Jablonci nad Nisou. V roce 1901 absolvoval medailérskou školu vídeňské Akademie u prof. Josefa Tautenhayna. V letech 1902–1904 pokračoval ve studiu na AVU v Praze pod vedením Josefa Václava Myslbeka. Své výtvarné vzdělání pak završil v Paříži, kde byl žákem Alexandre Charpentiera.
Pobyt v Paříži byl rozhodující pro vytváření jeho osobitého stylu a další zaměření tvorby. Nemenší význam pak jistě mělo přátelství s Antoinem Bourdellem. V roce 1917 se stal profesorem na Uměleckoprůmyslové škole v Praze a od roku 1919 byl profesorem na AVU.
Za nacistické okupace byl s manželkou vězněn v internačním táboře ve Svatobořicích, odkud se mu před koncem války podařilo uprchnout.

### Rodinný život
Dne 20. září 1917 se v Praze oženil s vdovou Ludmilou Rudlovou, rozenou Weissovou (1888–1973). Manželé Španielovi vychovávali syny Zdeňka Rudla Španiela (1912–1981) a Ivana. Ivan Španiel bojoval ve francouzské armádě proti Němcům, padl v šestadvaceti letech, 30. listopadu 1944.
Bratr Otakara Španiela, československý generál Oldřich Španiel (1894–1963), odešel po okupaci do zahraničí a v letech 1944–1946 byl přednostou vojenské kanceláře prezidenta Edvarda Beneše.

## Olympiáda
Otakar Španiel se zúčastnil dvakrát Letních olympijských her, kde soutěžil v uměleckých soutěžích. Na LOH 1912 v kamenosochařství a na LOH 1936 také v kamenosochařství s názvem Trofej československého olympijského výboru

## Dílo
Tvorba umělce vychází ze secese, je v ní patrný vliv J. V. Myslbeka. V počátcích tvorby, kdy se věnoval klasickému sochařství, kromě tradičních témat aktů (Myjící se žena, 1906; Ženy v lázni, 1908) byli jeho častým tématem sportovci (Fotbalista, Skokan, 1908). Po návratu z Paříže byl v jeho díle zřetelný vliv Bourdella (Tanečnice, 1915; Dívka s rukávníkem, 1916). Jeho tvorba po první světové válce měla blíže k neoklasicismu, stal se téměř oficiálním státním umělcem a projevoval se v ní jistý akademismus.
V jeho díle dominuje reliéfní tvorba, v níž dosáhl světové úrovně. Věnoval se medailím, mincím, plaketám a portrétu. Velmi uznávanou mincí je návrh svatováclavského dukátu.

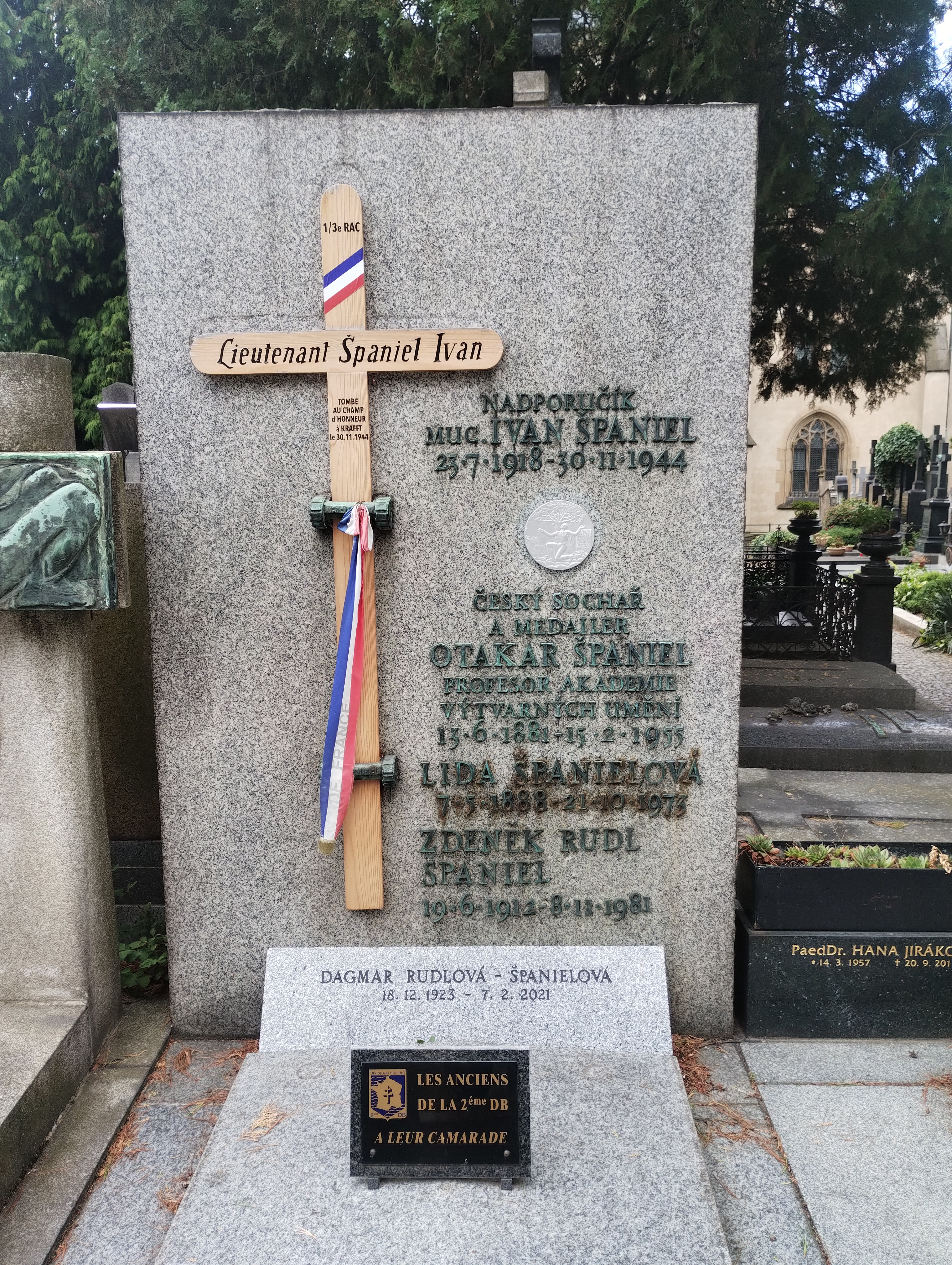
Hrob Otakara Španiela a jeho syna Ivana Španiela na Vyšehradském hřbitově

V letech 1902–1949 byl členem Spolku výtvarných umělců Mánes, v roce 1919 byl jeho předsedou.
Z díla:
- busty:
  - Jan Evangelista Purkyně
  - Jaroslav Vrchlický
  - Max Švabinský
  - Josef Mánes
  - Bedřich Smetana
  - Alois Jirásek
  - Mikoláš Aleš
  - Ivo Vojnovič
  - Jože Plečnik
  - Josef Suk starší
  - Karel Kovařovic
  - Antonín Podlaha
  - František Fiedler
  - Jan Preisler (na náhrobku)[9]
- pomníky:
  - socha Tomáše Garrigue Masaryka
  - pomník Josefa Mánesa
- Je spoluautorem (s V. H. Brunnerem) výzdoby dveří západního průčelí chrámu sv. Víta (Praha, realizace 1929)

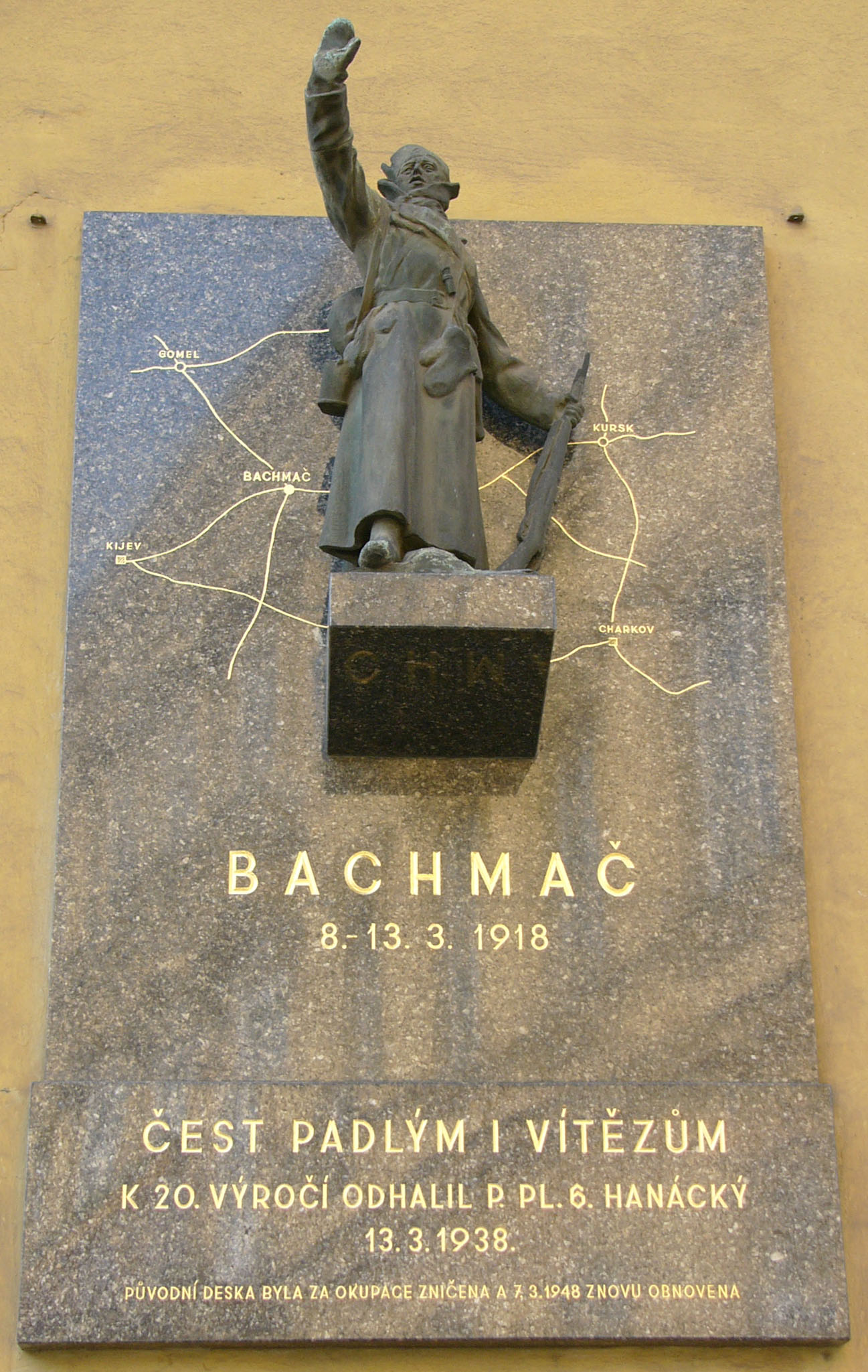
Soška legionáře v zimní výzbroji na pamětní desce bitvy u Bachmače (Olomouc)
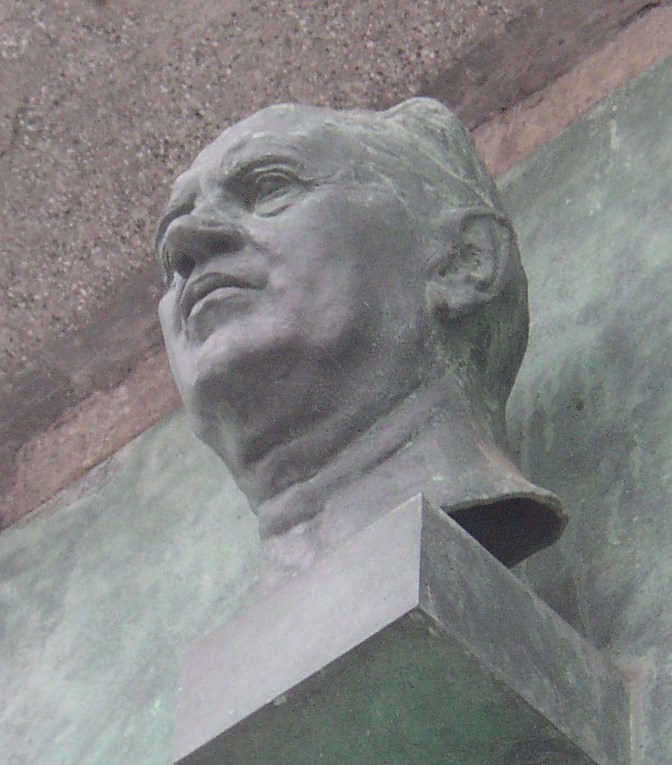
Pamětní deska spisovatele Václava Štecha na místě rodného domu na Kladně, 1930
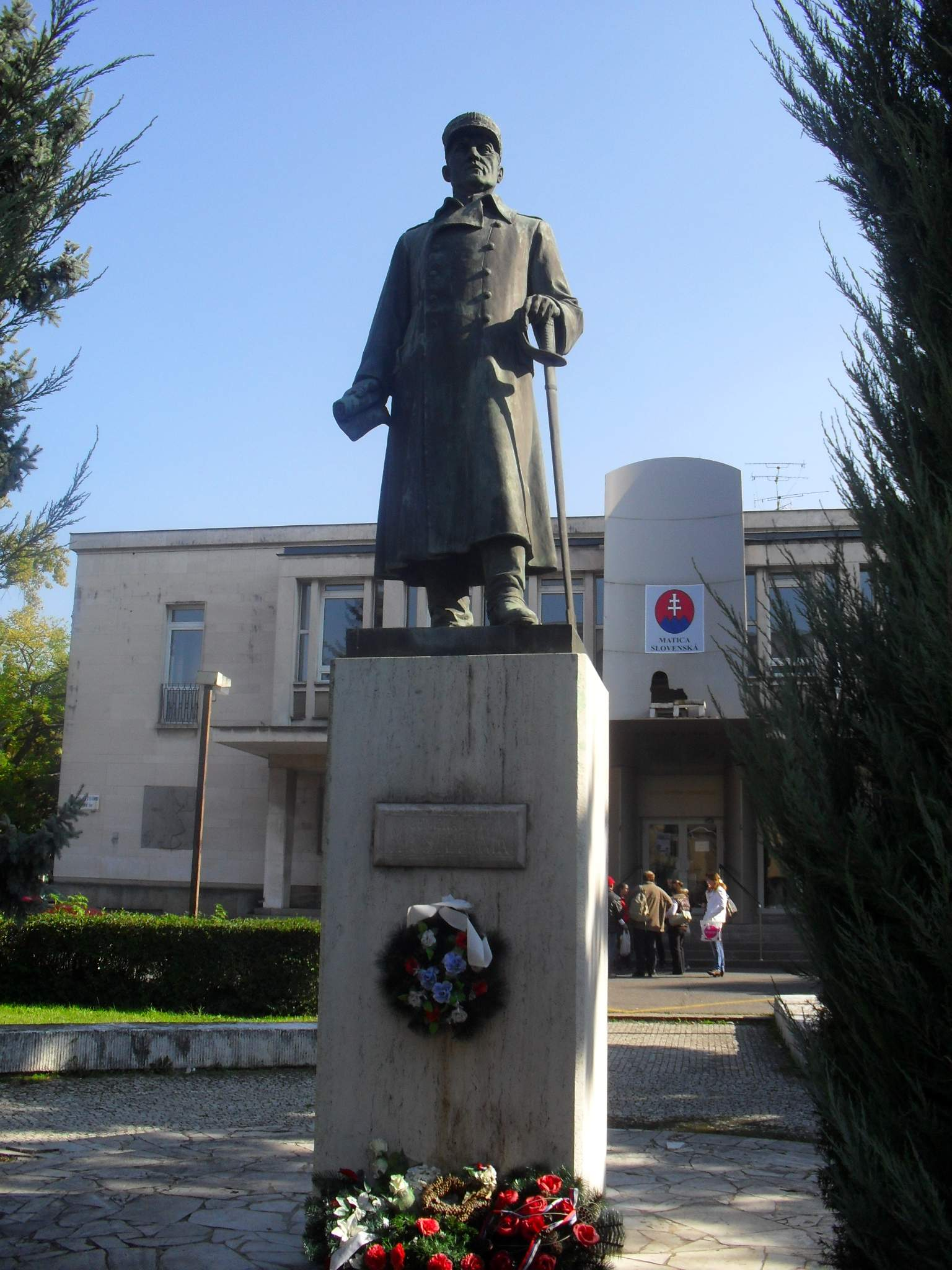
Pomník M.R. Štefánka v Komárně
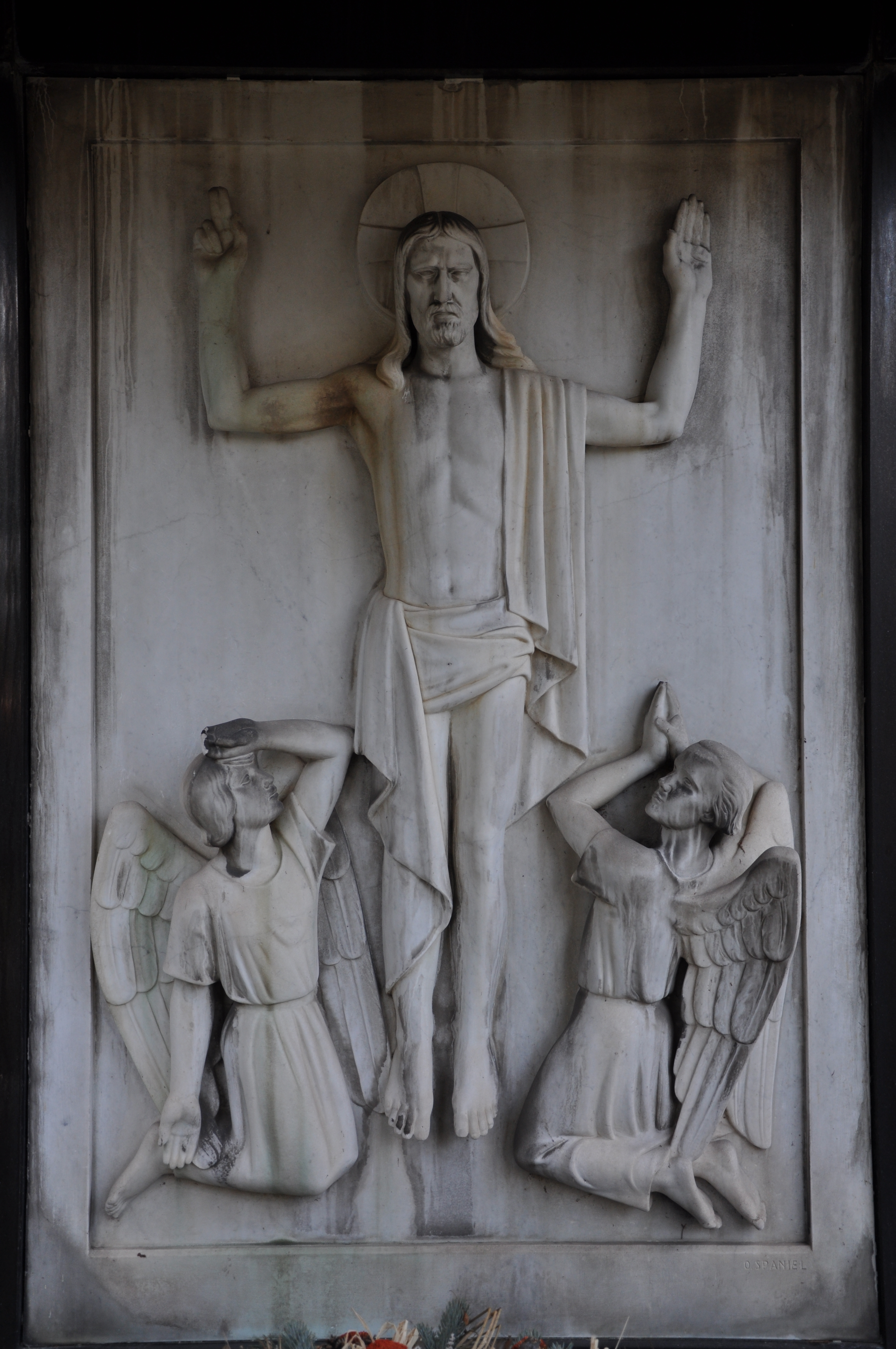
Hrobka rodiny Popperovy na hřbitově v Chrudimi
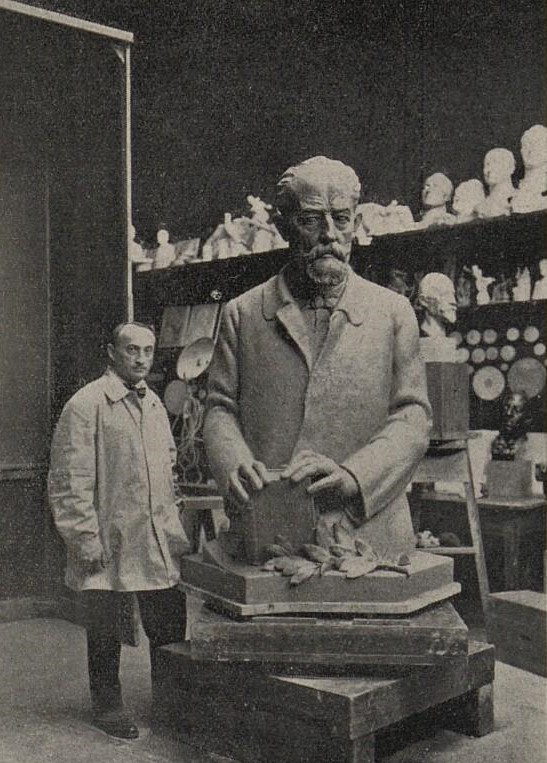
Otakar Španiel u modelu pomníku Ernesta Denise pro Nîmes (1925)

## Ocenění
V roce 1927 se stal členem České akademie věd a umění. Po druhé světové válce byl jmenován laureátem státní ceny a zasloužilým umělcem. Získal řadu ocenění na výstavách doma i v zahraničí.
Jeho jméno nese v pražských Řepích ulice, základní škola a také ulice v jeho rodné Jaroměři.

## Zajímavost
Malíř Jaroslav Benda zaznamenal ve svém vyprávění, že na zkoušky na Akademii výtvarných umění přijel Otakar Španiel z Paříže pozdě. Aniž by se Václavu Myslbekovi stačil představit, připojil se k ostatním adeptům a začal modelovat. Výsledkem bylo, že byl přijat jako jediný z dvanácti uchazečů.